# Эстонская академия художеств
Эстонская академия художеств (эст. Eesti Kunstiakadeemia, EKA) — высшее учебное заведение в Эстонии, предоставляющее образование в области искусства, дизайна, архитектуры, истории искусств и реставрации.
Согласно уставу основной целью деятельности Эстонской академии искусств является содействие творческой и исследовательской деятельности, предоставление современного высшего образования, основывающегося на комплексном обучении, творческой и исследовательской деятельности и в соответствии со стандартом о высшем образовании в области изобразительного искусства, дизайна, медиа, архитектуры, истории искусства, реставрации и педагогического образования.
После постановления министра образования и науки № 145 от 10 февраля 2007 года, академия была аккредитована как высшее учебное учреждение международной экспертной комиссией.
Эстонская академия художеств подписала около 80 двусторонних соглашений с университетами, которые участвуют в программе ERASMUS, а также учреждениями-партнерами, не участвующими в ERASMUS — в Швейцарии, США, России, Австралии. Кроме того Академия сотрудничает с несколькими частными университетами в странах Европейского Союза.

## История

### Основание
Возникновение Эстонской академии художеств датируется 1914 годом, когда Эстонское общество искусств основало Таллинскую индустриальную школу искусств. Это была первая и долгое время единственная школа художеств в Эстонии. Учредители взяли за основу программы, по которым было основано Училище барона фон Штиглица в Петербурге. Эта система ставила на первое место технические и прикладные науки.

### Период независимости
После Эстонской войны за независимость, в 1924 году Таллинская индустриальная школа искусств стала Государственной индустриальной школой искусств, предлагая образование по всем специальностям прикладного искусства того периода. Начавшаяся в 1922 году реформа системы обучения, была завершена, превратившись в европейскую многоуровневую школьную систему. В результате стало возможным получить диплом специалиста или художника (с 1934 года). В 1920-е годы были открыты новые рабочие классы и факультеты (типографика, скульптура, графика, керамика, обработка металла, шлифовка и гравировка стекла, ткацкое дело), которые сделали учебное заведение более универсальным. Обучающий персонал включал большое количество людей, стажировавшихся в Европе. В 1938 году Государственная индустриальная школа искусств была преобразована в два отдельных учреждения: Государственную школу индустриальных и изящных искусств и Высшую государственную школу художеств.

### Советский период
В 1940 году, после присоединения Эстонии к СССР, школа была переименована в Государственную школу прикладных искусств имени Яана Коорта. В годы Второй мировой войны преподавание часто приостанавливалась и обучение проходило эпизодически.
В 1944 году школа была переименована в Таллинский государственный институт прикладных искусств ЭССР. В 1951 году была закрыта школа искусств в Тарту, и специальности изящных искусств были перемещены в столицу. Таким образом, все художественные учебные заведения сосредоточились в Таллине в едином вузе под названием Государственный художественный институт Эстонской ССР. Обучения приобрело новые особенности, характерные для советского университета, имея три основных направления — общественные науки, предметы по общей теории искусства и предметы прикладного искусства. В 1949 году из Таллинского политехнического института был переведен факультет архитектуры, который в 1966 году с появлением специальностей архитектуры интерьеров и дизайна сформировал новое направление деятельности института. После этого институт стал единственным учреждением в Эстонии, предоставляющим высшее образование во всех сферах искусства и архитектуры. В 1959—1989 годах ректором института был Яан Варес, под чьим руководством институт стал популярным учебным заведением  в Советском Союзе с либеральными взглядами и европейским уровнем обучения, где на протяжении нескольких десятилетий учились студенты разных национальностей и где получили своё образование несколько поколений эстонских художников. Высокая репутация института распространялась также и на страны социалистического блока Восточной Европы. Происходил обмен студентами и студенческими группами, студенты и преподавательский состав принимали участие в международных соревнованиях и выставках, занимая высокие места и получая громкие отзывы. Изначальное здание школы стало тесным для быстро развивающегося института, и главное здание было реконструировано в соответствии с планами архитектора Пеэтера Тарваса (I этап строительства 1965—1967 годы, II этап 1974 год), также было присоединено здание архитектуры интерьеров в Старом городе, на улице Суур-Клоостри.

### После 1989 года
В 1989 году институт был переименован в Таллинский университет искусств, что ознаменовало начало нового периода в истории школы. Ректором был избран один из самых известных искусствоведов Эстонии — профессор Яак Кангиласки. В соответствии с изменениями, происходящими в системе высшего образования государства, была начата реформа системы обучения в университете. Период обучения был сокращен до четырех с половиной лет. Система курсов была сохранена, но была введена новая система кредитов. В ходе изменений были представлены новые уровни образования: бакалавриат, магистратура и докторантура. В середине 1990-х годов школа сталкивалась с множеством проблем из-за усилившегося экономического кризиса и общего спада в стране.
В 1995 году Таллинский университет искусств был переименован в Эстонскую академию художеств, название была сертифицировано в 1996 году. Существенно увеличились международные контакты школы: студенческий и преподавательский обмен, участие в международных образовательных программах, организация конференций, семинаров и фестивалей. В 1997—2000 годах были построены новые и современные библиотеки. В 2002 году учебные программы Академии были обновлены, исходя из принципов Болонской декларации, в соответствии со стандартной системой высшего образования в Европейском союзе. Первые студенты, обучавшиеся по обновлённой программе, закончили обучение в 2006 году.
В 2005 году ректором Академии был избран художник по текстилю профессор Сигне Киви (министр культуры Эстонской Республики в 1999—2001 годах, член парламента в 2002—2005 годах). Под ее руководством академия покинула свое бывшее здание обучения в 2010 году. С 2015 года ректором академии работает архитектор Март Калм. В 2018 году торжественно было открыто новое учебное здание по адресу бульвар Пыхья 7.